# 垢離

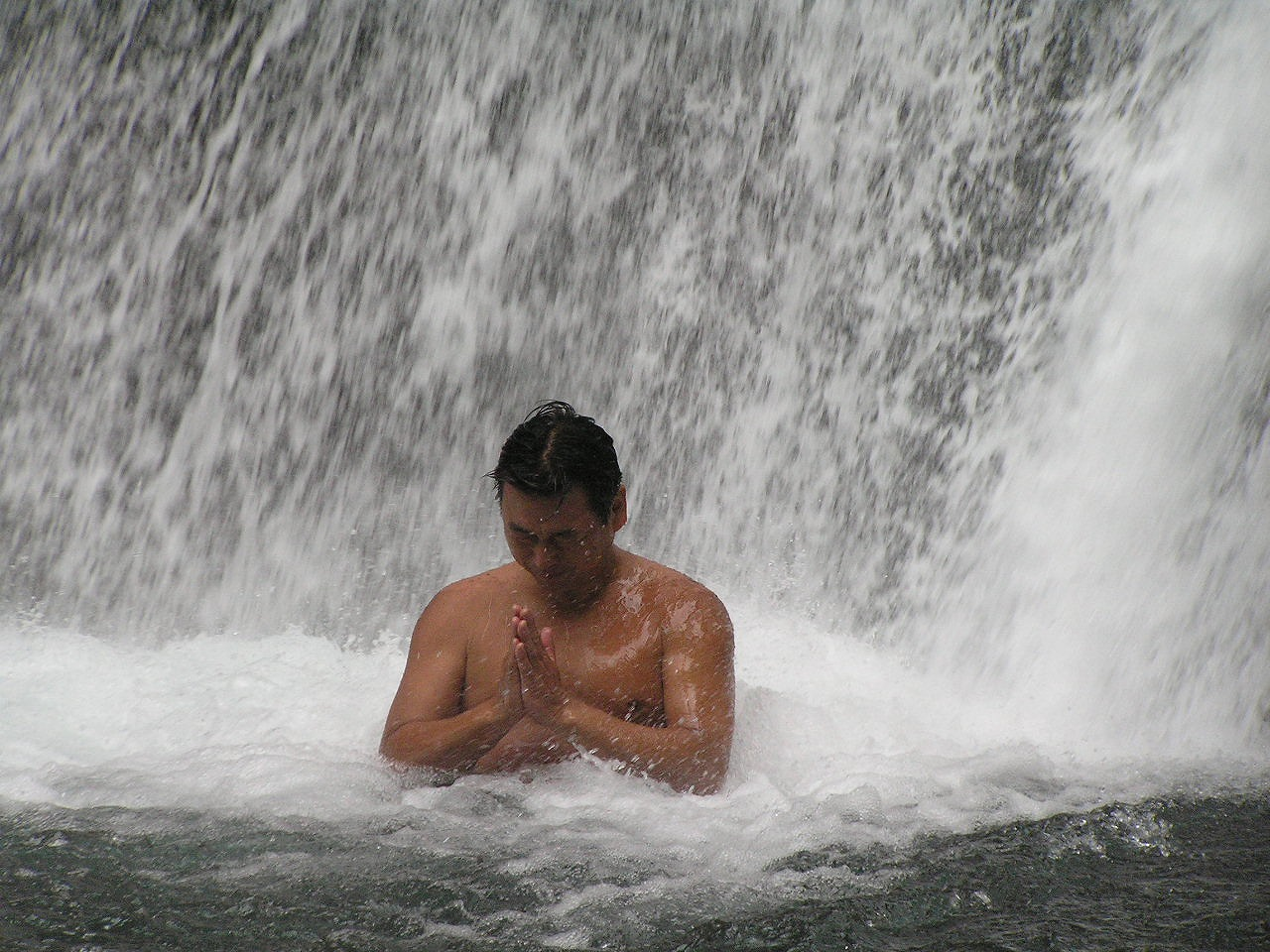
垢離の一つ滝行を行う男性

垢離（こり）とは、神仏に祈願する時に、冷水を浴びる行為のこと。水垢離（みずごり）、水行（すいぎょう）とも言う。
垢離は漢語には見当たらず、純粋な和語と考えられている。

## 概要
神や仏に祈願したり神社仏閣に参詣する際に、冷水を被り、自身が犯した大小様々な罪や穢れを洗い落とし、心身を清浄にすることである。
神道でいう禊と同じであるが、仏教では主に修験道を中心に、禊ではなく水垢離などと呼ばれ、行われることがある。
特に修験道は、神仏習合の山岳信仰による影響から、この水垢離を行うことがある。これらの垢離の行を「垢離を取る」、「垢離を掻く」などという。